# Формула Кардано
Фо́рмула Карда́но — це формула для аналітичного розв'язку канонічного кубічного рівняння виду {\displaystyle x^{3}+px+q=0\!}. Вона має вигляд: 
{\displaystyle x_{1}=^{3}\!\!{\sqrt {-{\frac {q}{2}}-{\sqrt {{\frac {q^{2}}{4}}+{\frac {p^{3}}{27}}}}}}+^{3}\!\!{\sqrt {-{\frac {q}{2}}+{\sqrt {{\frac {q^{2}}{4}}+{\frac {p^{3}}{27}}}}}}.}
{\displaystyle x_{2,3}=-{\frac {1}{2}}\left(^{3}\!\!{\sqrt {-{\frac {q}{2}}-{\sqrt {{\frac {q^{2}}{4}}+{\frac {p^{3}}{27}}}}}}+^{3}\!\!{\sqrt {-{\frac {q}{2}}+{\sqrt {{\frac {q^{2}}{4}}+{\frac {p^{3}}{27}}}}}}.\right)\pm {\frac {i{\sqrt {3}}}{2}}\left(^{3}\!\!{\sqrt {-{\frac {q}{2}}-{\sqrt {{\frac {q^{2}}{4}}+{\frac {p^{3}}{27}}}}}}-^{3}\!\!{\sqrt {-{\frac {q}{2}}+{\sqrt {{\frac {q^{2}}{4}}+{\frac {p^{3}}{27}}}}}}.\right)}
Названа на честь італійського математика Джироламо Кардано, який і опублікував її вперше в 1545. Одразу після публікації Нікколо Тарталья звинуватив Кардано в плагіаті: останній у трактаті «Ars Magna» розкрив алгоритм розв'язання кубічних рівнянь, що його довірив йому Тарталья в 1539 році під обіцянку не публікувати. Хоча Кардано не приписував алгоритм собі і чесно повідомив у книзі, що авторами є Сціпіон дель Ферро і Тарталья, алгоритм сьогодні відомий під незаслуженою назвою «формула Кардано».

## Виведення формули Кардано
Нехай дано рівняння {\displaystyle \ x^{3}+px+q=0}
Будемо шукати його розв'язок у вигляді {\displaystyle \ x=u+v.}
Отримаємо рівняння
{\displaystyle \ u^{3}+v^{3}+(3uv+p)(u+v)+q=0.}
Введемо додаткову умову для змінних {\displaystyle \ 3uv+p=0,}
утворену систему {\displaystyle {\begin{cases}u^{3}+v^{3}=-q\\u^{3}v^{3}=-{\frac {p^{3}}{27}}\end{cases}}} розв'яжемо за допомогою формули Вієта для квадратного рівняння і отримаємо:
{\displaystyle {\begin{cases}u^{3}=-{\frac {q}{2}}-{\sqrt {D}}\\v^{3}=-{\frac {q}{2}}+{\sqrt {D}}\end{cases}}}, де {\displaystyle D={\frac {q^{2}}{4}}+{\frac {p^{3}}{27}}} — дискримінант кубічного рівняння, звідки
{\displaystyle {\begin{cases}u={}^{3}\!\!{\sqrt {-{\frac {q}{2}}-{\sqrt {D}}}}\\v={}^{3}\!\!{\sqrt {-{\frac {q}{2}}+{\sqrt {D}}}}\end{cases}}}
Розв'язок рівняння подається у вигляді {\displaystyle x=u+v}.
В комплексних числах кубічний корінь має 3 різних значення.
Для отримання розв'язків потрібно вибирати такі пари значень кубічного кореня, щоб {\displaystyle uv=-{\frac {p}{3}}}.
Таких пар обов'язково знайдеться рівно 3.